# Street Punk Rulez!
Street Punk Rulez! je druhé album polské streetpunkové kapely The Analogs. V písních „Jah Love“ „Agnostic Front“, „Błękitne Helmy“ nebo „Rzeki Marzeń“ nalezneme akcenty reggae.

## Seznam skladeb
1. W Objeciach Diabła (2:20)
2. Droga (2:47)
3. Sprzedana (2:52)
4. Ostatni Krwawy Gang (1:57)
5. Jah Love Agnostic Front (2:31)
6. Rzeki Marzeń (2:04)
7. Nina (2:24)
8. Idą Chłopcy (2:38)
9. Rebel Yell (3:04) (Billy Idol)
10. Podobno (3:11)
11. Błękitne Hełmy (4:39)
12. Oi! Młodzież (3:24)
13. Nasze Ciała '98 (2:50)
14. Analogs Rules '98 (1:34)
15. Dzieciaki Atakujące Policję '98 (3:00)
16. Szczecin '98 (2:10)
17. Popatrz Na...(Cena za życie) '98 (2:43)
18. Bonus track

## Sestava skupiny
- Dominik „Harcerz“ Pyrzyna – zpěv
- Marek „Oreł“ Adamowicz – kytara
- Artur Szmit – baskytara
- Ziemowit „Ziemek“ Pawluk – bicí